# Vroni König-Salmi

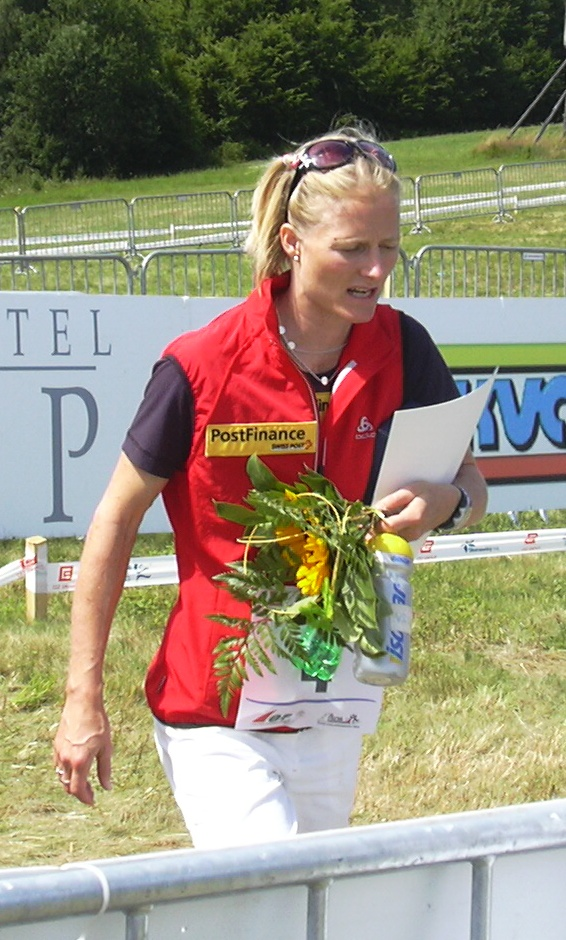
Vroni König-Salmi bei der WOC 2008 in Olmütz (Tschechien)

Vroni König-Salmi (* 9. Juli 1969 in Wellington, Neuseeland) ist eine Schweizer Orientierungsläuferin.
Sie läuft für die Vereine Turun Suunnistajat aus Finnland und OLC Kapreolo aus der Schweiz. Seit 1988 gehört sie dem Schweizer Elitekader an.
König-Salmi startete auch bei Wettbewerben im Ski-Orientierungslauf und war Teilnehmerin der Weltmeisterschaften 2005 in Finnland in dieser Sportart. Sie belegte hierbei mit der Schweizer Staffel den sechsten Rang.
König-Salmi ist Sekundarlehrerin und hat vier Kinder. Sie lebt auf der Forch im Kanton Zürich. Verheiratet ist sie mit dem ehemaligen finnischen Orientierungsläufer Janne Salmi.

## Wichtigste sportliche Erfolge
- Weltmeisterschaften 
3 × Gold (Sprint 2001, Staffel 2003, 2005), 1 × Silber (Mittel 2008), 3 × Bronze (Lang 2005, Staffel 1997, Staffel 2006)
- Europameisterschaften 
1 × Gold (Sprint 2002), 1 × Silber (Staffel 2002)
- Sonstige Erfolge 
2001: Gesamtsieg ParkWorldTour 
2011: Sieg an der Schweizer 5er Staffel mit dem OLC Kapreolo